# Machmetre

Il·lustració de l'esfera d'un machmetro que indica un nombre de Mach · 83.

Un machmetre o màchmetre és un instrument de control de vol pertanyent al sistema pitot-estàtica d'una aeronau que indica la relació de la velocitat de l'avió respecte a l'aire - "True airspeed" (TAS) en anglès - amb la velocitat del so, que varia amb l'altitud de vol, a causa de la temperatura i la densitat de l'aire. El machmetro indica la velocitat en forma de fracció decimal, essent 1 la velocitat del so. El Mach de vol és una quantitat adimensional, per ser únicament una relació. Si  V  és la velocitat real i  a  la del so, el Mach de vol queda així:
{\displaystyle M={\frac {V}{a}}}
La velocitat del so en un gas, variant, queda definida per  γ ,  R  i  T , que són, respectivament, la relació entre els calors específics a pressió i temperatura constants (C  p /C  v ), la constant del gas (R = 287,05 J/kg * K), i la temperatura.  γ  val 1,4 en el cas de l'aire.
{\displaystyle a={\sqrt {\gamma RT}}}
La franja de velocitats properes a la velocitat del so que serveix per passar del vol subsònic al vol supersònic s'anomena vol Velocitat transsònica. Abans d'arribar a la velocitat del so, l'avió en qüestió arriba primer a la seva Mach crític, en què l'aire que flueix sobre superfícies a baixa pressió, on és accelerat, arriba localment Mach 1 abans que l'avió en si. Això provoca la formació d'ones de xoc i l'augment de la resistència aerodinàmica. La velocitat indicada en aquestes condicions canvia amb la pressió ambiental, que al seu torn canvia amb l'altitud. Per tant, la velocitat indicada no és adequada per informar al pilot sobre la seva velocitat de vol. Perquè sàpiga amb seguretat si s'acosta al Mach crític del seu avió s'utilitza el machmetre, més exacte en aquest aspecte.
Alguns machmetres mecànics antics utilitzaven un baròmetre dins de l'aparell que convertia la pressió pitot-estàtica a nombre de Mach, que rep el seu nom en honor del físic i filòsof austríac Ernst Mach. Els machmetres electrònics moderns utilitzen informació d'un sistema computeritzat de dades de l'aire.